# Силос (лагерь)
Силос (хорв. Logor Silos, серб. Логор Силос) —  лагерь армии боснийских мусульман, предназначенный для сербов и хорватов. Располагался в населенном пункте Тарчин близ Сараева и функционировал с 11 мая 1992 года по 27 января 1996 года.  
Всего в лагере находилось более 600 человек. По воспоминаниям заключенных, из них только 11 были военнопленными, большинство остальных были из числа гражданских сербов. Самому младшему узнику лагеря было 14 лет, самому старшему — 85. Солдаты армии боснийских мусульман использовали их как рабочую силу на сооружении военных укреплений и траншей. За время нахождения в лагере погибло более 20 сербов. Согласно воспоминания заключенных, в лагере они подвергались пыткам и издевательствам. В Силосе содержались не только сербы. Согласно воспоминаниям бывших заключённых лагеря из числа членов Хорватских оборонительных сил, в лагерь они были отправлены за отказ участвовать в убийствах сербов. Он был закрыт после подписания Дейтонского соглашения. Последние 44 заключенных были отпущены 27 января 1996 года.
В апреле 2012 года в Суде Боснии и Герцеговины начался процесс над 8 бывшими членами армии боснийских мусульман, обвиняемых в преступлениях против заключенных Силоса. 5 июля 2018 года они были признаны виновными и осуждены на различные сроки тюремного заключения, в том числе на 10 лет заключения были осуждены начальник кризисного штаба общины Хаджичи Мустафа Челилович и командир 9-й горной бригады мусульманской армии Незир Казич